# بند قريش
بند قريش
موضع ملتقى مياه نهر ديالى ونهر دجلة،ويقع جنوب شرق بغداد، وتسمى اليوم بأراضي الرستمية، وهي واقعة في زاوية اتصال النهرين المذكورين، وقد توزعت في هذه الأيام إلى قطع عديدة (زراعية وسكنية).
وورد ذكر هذا الموضع في أيام حدوث الوباء العام في بغداد سنة (841 ه‍ -1436م)
حيث جاء :بانه المكان الذي خرج اليه الأمير أصبهان بن قرا يوسف بعساكره من بغداد عندما وقع الوباء العام، فوصل بند قريش، ثم رحل، ونزل موطناً آخر، وبقي على هذه الحالة يتجول إلى أن انقطع الوباء، ثم رجع إلى بند قريش.